# Camino de Yeso
Camino de Yeso är en ort i Mexiko.   Den ligger i kommunen San José Tenango och delstaten Oaxaca, i den sydöstra delen av landet, 290 km sydost om huvudstaden Mexico City. Camino de Yeso ligger 1 040 meter över havet och antalet invånare är 296.
Terrängen runt Camino de Yeso är kuperad åt nordväst, men åt sydost är den bergig. Runt Camino de Yeso är det ganska tätbefolkat, med 104 invånare per kvadratkilometer. Närmaste större samhälle är Huautla de Jiménez, 10,4 km väster om Camino de Yeso. I omgivningarna runt Camino de Yeso växer i huvudsak städsegrön lövskog.